# TeamViewer (azienda)
TeamViewer SE è un'azienda tecnologica internazionale con sede a Göppingen, in Germania. L'azienda è diventata famosa per l'omonimo software di accesso e assistenza remota TeamViewer. Oggi TeamViewer AG offre ai suoi clienti una piattaforma globale per la connessione, il monitoraggio e il controllo di computer, macchine e altri dispositivi. Il software di TeamViewer viene utilizzato da aziende di tutte le dimensioni e di tutti i settori, ad esempio per digitalizzare i processi lungo la catena del valore industriale. L'azienda è quotata in borsa ed è membro di MDAX e TecDAX.

## Storia

### Fase di avvio e di crescita
La fondazione di TeamViewer risale al rilascio della prima versione del software TeamViewer nel 2005. Per ridurre gli spostamenti verso i clienti e presentare il software di gestione della qualità in remoto, il fondatore di Rossmanith GmbH ha sviluppato il software TeamViewer. Il software è diventato il prodotto principale di TeamViewer GmbH, che oggi opera come TeamViewer Germany GmbH.
Nel 2010, TeamViewer GmbH è stata acquisita da GFI Software. Nel 2014, la società di private equity britannica Permira ha acquisito TeamViewer e ha aiutato l'azienda a sviluppare la sua base di clienti internazionali e ad ampliare la portata dei suoi prodotti. Con un prezzo di acquisto di circa un miliardo di dollari USA, l'azienda è stata classificata come un cosiddetto unicorno.

### Offerta pubblica iniziale
Dall'inizio del 2018, l'azienda ha cambiato il proprio modello di business passando dalla vendita di licenze agli abbonamenti. Questo ha seguito una tendenza generale nel settore IT e ha aiutato TeamViewer GmbH a crescere ulteriormente. In preparazione alla IPO, nel 2019 è stata creata una nuova struttura aziendale. La neonata TeamViewer AG è diventata proprietaria dell'allora rinominata TeamViewer Germany GmbH.
La quotazione iniziale alla Borsa di Francoforte nel settembre 2019 ha riscosso un forte interesse da parte degli investitori. Con un volume di emissione di 2,2 miliardi di euro, è stata la più grande IPO di un'azienda tecnologica tedesca dal 2000 e la più grande IPO in Europa nel 2019. Alla fine del 2019, le azioni di TeamViewer AG erano già state ammesse agli indici azionari MDAX e TecDAX.
Recentemente, TeamViewer ha ampliato il proprio portafoglio, in particolare per quanto riguarda le soluzioni per l'industria.

## Azienda

### Persona giuridica
TeamViewer AG è una società per azioni tedesca. Insieme alle sue filiali nazionali ed estere, forma il Gruppo TeamViewer. Le filiali più importanti includono TeamViewer Germany GmbH, responsabile delle attività operative. Le azioni di TeamViewer AG sono negoziate sul mercato regolamentato (Prime Standard) della Borsa di Francoforte. Circa l'80% delle azioni di TeamViewer AG è in libera circolazione. Importanti azionisti sono Permira, Norges Bank e BlackRock.

### Gestione
Il Consiglio di amministrazione di TeamViewer AG è composto da Oliver Steil (Amministratore delegato), Stefan Gaiser (Direttore finanziario) e Peter Turner (Direttore commerciale). Il Consiglio di amministrazione allargato (Senior Leadership Team) è composto da nove persone. Il Consiglio di vigilanza di TeamViewer AG è composto da sei membri; il suo presidente è Abraham Peled.

### Luoghi

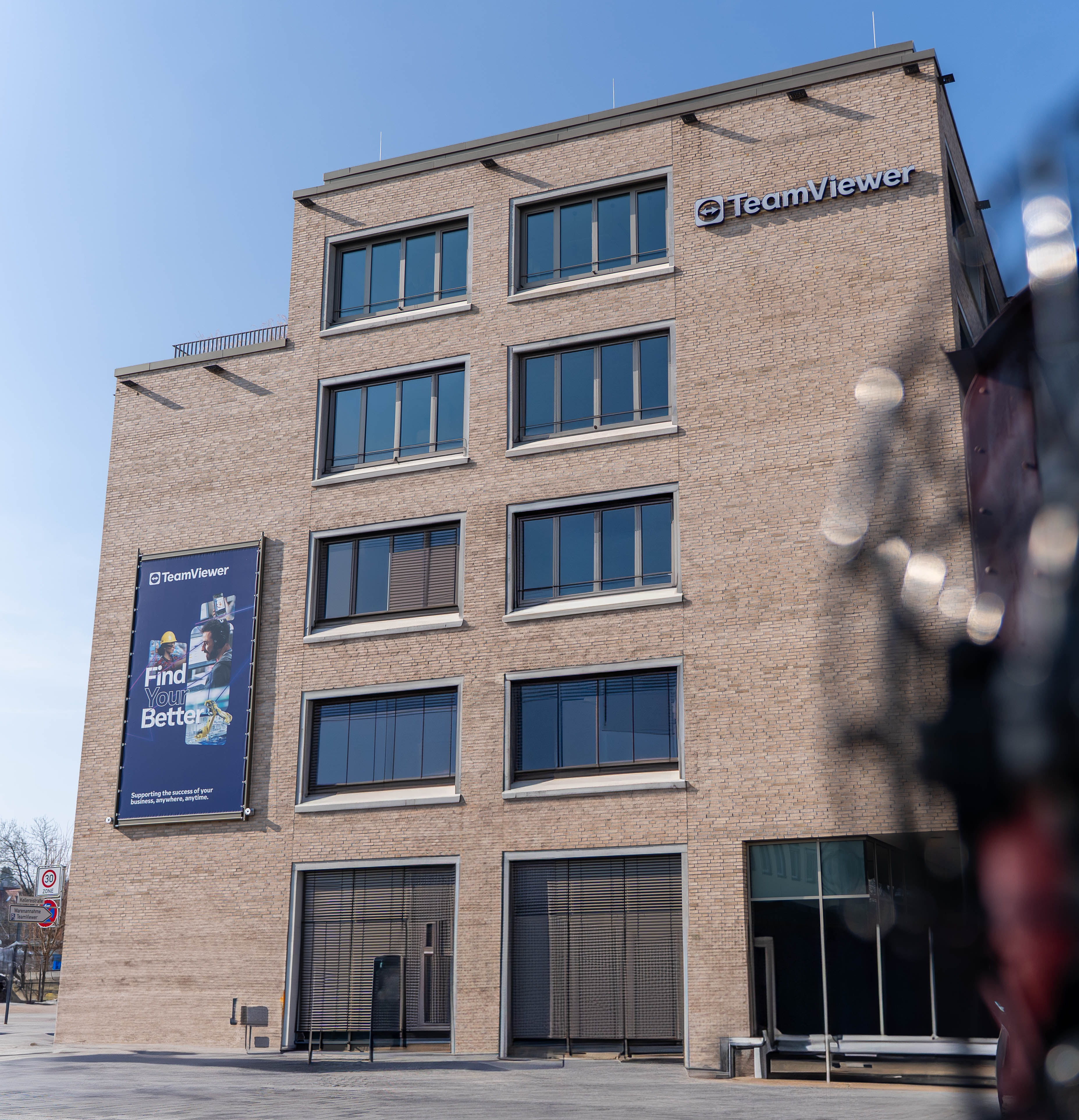
Sede centrale dell'azienda (2025)

La sede centrale di TeamViewer AG si trova in Bahnhofsplatz a Göppingen. A livello internazionale, TeamViewer AG ha numerose filiali e sedi in tutti i continenti. Ad esempio, le sedi principali per la ricerca e lo sviluppo sono Erevan, in Armenia e Ioannina, in Grecia.

### Acquisizioni
- 2020: Ubimax, Germania, fornitore di software specializzato in realtà aumentata per gli indossabili[14]
- 2021: Upskill, Stati Uniti, fornitore di software per la realtà aumentata per dispositivi indossabili[15]
- 2021: Xaleon, Austria, fornitore di soluzioni per il coinvolgimento dei clienti[16]
- 2021: Viscopic, Germania, fornitore di soluzioni per la realtà mista[17]
- 2024: 1E è un fornitore di servizi con sede nel Regno Unito specializzato in software per l'esperienza digitale dei dipendenti (DEX)[18]

## Prodotti

### Software
TeamViewer è diventato famoso soprattutto per essere una soluzione per l'accesso remoto, il controllo remoto e la manutenzione di computer e dispositivi mobili. Il software, chiamato TeamViewer, supporta tutti i principali sistemi operativi per desktop, smartphone e tablet, tra cui Windows, macOS, Android e iOS/iPadOS. Il software è gratuito per uso privato e non commerciale.

### Piattaforma
La piattaforma TeamViewer consente la connessione di un'ampia gamma di dispositivi in aziende di tutte le dimensioni e di tutti i settori. Inoltre, TeamViewer offre applicazioni di realtà aumentata per aiutare i lavoratori frontline a semplificare i processi di lavoro con istruzioni passo-passo o per aiutare i tecnici dell'assistenza a risolvere in modo remoto problemi complessi sulle macchine.

## Sponsorizzazioni
Dal 2020, TeamViewer AG è lo sponsor principale delle squadre di pallamano della Bundesliga di Frisch Auf Göppingen.
Nel 2021, TeamViewer AG è diventato il principale sponsor di maglia del Manchester United con un accordo quinquennale a partire dalla stagione 2021-22. Nello stesso anno, TeamViewer AG ha stretto una partnership con il Mercedes-AMG Petronas Formula One Team e il Mercedes-EQ Formula E Team.